# Cronache dal mondo
Cronache dal mondo nasce come foglio di approfondimento giornalistico indipendente nel 1961.
Il periodico, che ha sempre visto la luce ad intervalli irregolari, veniva finanziato per scelta dei suoi promotori con proventi che escludevano la pubblicità commerciale.
L'idea di una fonte di notizie economicamente indipendente dalle concessionarie di pubblicità e dai grandi gruppi industriali e commerciali del paese era al centro di molti dibattiti sin dagli anni '50.
Lo stesso Indro Montanelli, da posizioni certamente non di sinistra, intervenne più volte per sensibilizzare l'ambiente del giornalismo italiano sull'esigenza di mantenere la necessaria autonomia da inserzionisti e proprietari delle testate per le quali si scriveva.
Tra i primi a lavorare concretamente sull'idea di una testata autogestita da commentatori e giornalisti ci furono Ernesto Rossi, Luigi Malafarina, Angelo Manna, Giuseppe Maranini, Adriano De Zan, Claudio Rinaldi, Mario Forgione ed altri colleghi di estrazione diversa, che alla fine degli anni '50 diedero vita ad un primo timido progetto di giornale “leggero” senza una vera redazione e senza una struttura burocratica interna che “appesantisse” la gestione.
Il progetto che inizialmente avrebbe dovuto prendere vita a Roma, per essere vicini ai centri del potere politico, vide infine la luce nel 1961 con sede a Carugate in provincia di Milano.
La sede si componeva di pochissimi collaboratori. Tutti gli articoli venivano scritti fuori sede e dettati via telefono. I collaboratori mantenevano i loro impegni professionali precedenti e spessissimo firmavano gli articoli con pseudonimi di fantasia.
Il periodico non raggiunse mai una completa regolarità nelle sue uscita ma fu al centro di molti dibattiti e discussioni anche per la qualità degli interventi.
A partire dalla fine degli anni sessanta con la scomparsa di Ernesto Rossi e Giuseppe Maranini ed il progressivo allontanamento dal progetto degli altri originari promotori dell'iniziativa il giornale entra in crisi fino a interrompere la pubblicazione nel 1972.
Nel 1998 riprendono le pubblicazioni con il doppio formato digitale e cartaceo distribuito via lettera ai sottoscrittori fino a optare per la definitiva sola versione on-line nel 2008 che lo caratterizza anche oggi.